# Мірна колба

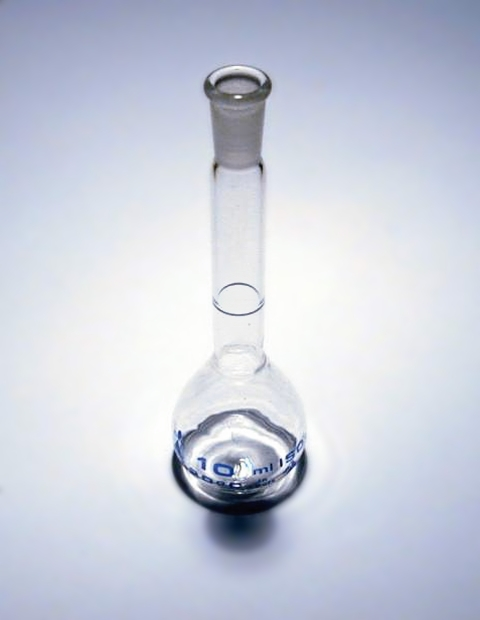
Мірна колба без корка на 10 мл.

Мірна колба — як правило скляна колба із плоским дном і вузькою довгою шийкою з нанесеною на неї круглою насічкою для визначеного об'єму. Мірна колба на противагу до мірного циліндра не має проміжних поділок. Її використовують як посудину певного об'єму в хімічному кількісному аналізі для приготування та зберігання стандартних розчинів. Наповнення мірної колби правильне у випадку, коли нижня частина увігнутого меніску рідини збігається з насічкою на шийці колби при порівнянні їх під прямим кутом зору. Мірні колби стандартизуються виробником як правило при температурі 20 °C, та мають високу точність вимірювання об'єму: для колб класу A точність вимірювання об'єму складає ±0.4 мл для колб об'ємом 1 л, та ±0.6 мл для колб об'ємом 2 л.
Існують також мірні колби з пластику, темного скла для роботи з розчинами що роз'їдають скло та  таких,  що чутливі до світла, відповідно.
На мірній колбі також вказано номінальний об'єм, клас точності (як правило, A та B), відповідний стандарт виробництва і логотип виробника. 
Мірні колби мають різні об'єми, що становлять від 1 до 20 000 мл рідини.